# Hello-Goodbye (Coming Centuryのアルバム)
『Hello-Goodbye』（ハロー・グッバイ）は、Coming Centuryの1枚目のミニアルバム。2009年7月29日にavex traxから発売された。

## 概要
Coming Century初のミニアルバム。SpontaniaやSonar Pocketが楽曲提供。2曲目『Black-out』では、Coming Centuryが初の英詞曲に挑戦した。ボーナストラック入りの通常盤、DVD付2枚組の初回生産限定盤、ソロCD付のCD2枚組初回生産限定盤の3形態リリースされ、初回生産限定盤の2形態は紙ジャケット仕様。オリコンアルバムチャートで1位を獲得。20th Century ・ Coming Centuryでのアルバム作品で1位獲得は初。

## 収録曲

### CD
1. Hello-Goodbye
作詞・作曲：Spontania、Jeff Miyahara、編曲：Jeff Miyahara
  - 本作の表題曲
2. Black-out 
作詞：michiko motohashi、作曲・編曲：COZZi
3. 手のひらのUNIVERSE
作詞：kenko-p、作曲・編曲：AKIRASTAR
4. Forget it all
作詞：為岡そのみ、作曲・編曲：野崎良太
5. 想いのカケラ
作詞・作曲：R・O・N、編曲：久米康隆
6. Precious Song
作詞・作曲・編曲：R・O・N
7. ファイト
作詞・作曲：Sonar Pocket、編曲：Soundbreakers
※通常盤のみ収録

### DVD
※初回限定DVD盤のみ収録
1. Hello-Goodbye （Music Video）

### 特典CD
※全曲初回限定ソロCD盤のみ収録
1. You are my everything - 森田剛
作詞･作曲:SIMONSAYZ、編曲:鈴木雅也
2. 4U - 三宅健
作詞:Yoko Hiji、作曲･編曲:Ryuichiro Yamaki
3. Shall we Love? - 岡田准一
作詞：Kyasu Morizuki、作曲･編曲：Daisuke "D.I" Imai